# Aczelia argentina
Aczelia argentina, kukac dvokrilac (diptera) iz podreda kratkoticalaca (Brachycera), Asilid kojeg je opisao Wulp 1882. Za ovu vrstu ne postoji nijedan poznati narodni naziv. Sinonim: Laparus argentina Wulp, 1882
Aczelia argentina rasprostranjena je na području argentinske provincije Mendoza. Sve tri vrste unutar roda Aczelia također žive u Argentini.